# Amphiura demissa
Amphiura demissa är en ormstjärneart som beskrevs av Jean Baptiste François René Koehler 1922. Amphiura demissa ingår i släktet Amphiura och familjen trådormstjärnor. Inga underarter finns listade i Catalogue of Life.